# Monestir del Santo Sepulcro
El Monestir del Santo Sepulcro o Monestir das Águas Santas fou el primer monestir construït per l'Orde del Sant Sepulcre de Jerusalem de Portugal, i es troba a la freguesia de Trancozelos.
La seua església està dedicada a Santa Maria d'Águas Santas de Vila Nova do Mosteiro.

## Història
El Monestir del Santo Sepulcro és el primer realitzat per aquest orde a la península Ibèrica, per iniciativa de Teresa de Lleó i la seua construcció motivà, durant els segles següents, la formació de poble Vila Nova do Santo Sepulcro.(1)
Després d'un període de creixement arribà a la decadència i passà a ser responsabilitat de Sezures, tot i que el 1492 encara pertanyia a la segona casa de l'Orde del Sant Sepulcre i, al 1489, una butla papal uní aquest orde al de Malta; és per això que l'edifici encara conserva elements d'ambdues cavalleries.(1)
Amb l'extinció dels ordes el 1844 fou propietat dels Albuquerque i les seues dependències es convertiren en habitatge, amb alteracions arquitectòniques; l'església està actualment en mal estat de conservació.(1)

## Descripció
L'església és un temple de característiques romàniques, petit; té un portal amb dues arquivoltes, una de les quals amb la creu de l'Orde del Sant Sepulcre.(1)
Dins l'antic convent hi ha encara moltes marques epigràfiques; s'hi accedeix per una calçada medieval, i a la rodalia hi ha un pont sobre el riu Dâo, possiblement lligat a la fundació del monestir.(1)